# 三毒
三毒（藏文：dug gsum），又称三不善根、三根，佛教术语，為貪、嗔、痴三種煩惱的總稱，又或譯「欲、恚、癡」、「貪欲、恚、癡」。在早期又譯作「淫、怒、癡」。
贪是贪爱五欲，嗔是嗔恚无忍，痴是愚痴无明，因贪、嗔、痴能毒害人们的身命和慧命，故称“三毒”。稱爲“毒”的原因，可能是由于他像毒藥會有損众生，它是世间一切烦恼的根本，煩惱的根源是有“行”，造下種種惡業，故稱“愛欲淫為本”，但是要有身体才能造作，故身体為命根，無身命即是無輪迴。
其反義為三善根，即無貪、無瞋與無癡這三者的總合稱。

## 分述

### 贪
贪，又称贪毒，指世人引取各种事物、名分的欲望。它使人迷醉于一切顺情的境，贪取无厌。

### 嗔
嗔，又称嗔毒，嗔恚，是指人有恚忿之心。以迷心对于一切违情之境起忿怒者，恼怒打骂伤害他人。三毒中此毒为最恶。

### 痴
痴，又称痴毒，是指人有迷闇之心。心性闇钝，迷惘于事理。或对事理颠倒，因果迷乱。也称无明。 无明为十二因緣之首，为有情生死流转的根本。无明，即对世间道理及佛法义理迷惑不解，由此引起种种烦恼，即“一切杂染所依为业”。无明就是没有智慧，也即是愚痴。

## 三者关系
此有两种，痴毒独起，称为独头无明。与贪毒共起，称为相应无明。贪毒等，必与痴毒相应而起也。。

## 滅除三毒的方法
透過佛門中的解脫智慧知見的聞思修，確實了知五蘊的虛妄，因而自然斷除三毒。另外通過勤修戒定慧三學得到清淨心，平等心，正覺心也能熄滅三毒。

## 象征
佛教的造像“生死轮”中，用鸽代表贪、蛇代表瞋、猪代表痴。